# 錫格里斯維爾
錫格里斯維爾是瑞士的城鎮，位於該國中西部，由伯恩州負責管轄，面積55.43平方公里，海拔高度810米，2011年人口4,665，人口密度每平方公里84人。

## 外部連結
- http://www.sigriswil.ch （页面存档备份，存于）